# كريستيان توت
كريستيان توت، (ولد في 1 مايو 1994) هو لاعب جودو هنغاري.
شارك في الألعاب الأولمبية الصيفية لعام 2016 في ريو دي جانيرو ، في وزن 90 كغم . كما شارك في الألعاب الأولمبية الصيفية 2020 في طوكيو في وزن 90 كغم رجال.

## روابط خارجية
- كريستيان توت على موقع الفيدرالية الدولية للجودو (الإنجليزية)
- كريستيان توت على موقع JudoInside.com (الإنجليزية)
- كريستيان توت على موقع AllJudo.net (الفرنسية)
- كريستيان توت على موقع اللجنة الأولمبية الدولية (الإنجليزية)
- كريستيان توت على موقع أوليمبيديا (الإنجليزية)
- كريستيان توت على موقع اللجنة الأولمبية المجرية (الهنغارية)